# Spaniens MotoGP 1993
Spaniens MotoGP 1993 kördes den 2 maj på Circuito Permanente de Jerez.

## 500GP

### Slutresultat
| Plats | Förare            | Märke    | Grid | Kvaltid  |
| ----- | ----------------- | -------- | ---- | -------- |
| 1     | Kevin Schwantz    | Suzuki   | 1    | 1.44,659 |
| 2     | Wayne Rainey      | Yamaha   | 3    | 1.45,172 |
| 3     | Àlex Crivillé     | Honda    | 6    | 1.45,753 |
| 4     | Mick Doohan       | Honda    | 7    | 1.45,805 |
| 5     | Luca Cadalora     | Yamaha   | 4    | 1.45,666 |
| 6     | Daryl Beattie     | Honda    | 11   | 1.47,213 |
| 7     | Niall Mackenzie   | Yamaha   | 8    | 1.46,911 |
| 8     | J.M. López Mella  | Yamaha   | 10   | 1.47,136 |
| 9     | Sean Emmett       | Yamaha   | 20   | 1.48,936 |
| 10    | Tsumoto Udagawa   | Yamaha   | 15   | 1.48,047 |
| 11    | Corrado Catalano  | Yamaha   | 24   | 1.49,366 |
| 12    | Renzo Colleoni    | Yamaha   | 14   | 1.48,034 |
| 13    | Lucio Pedercini   | Yamaha   | 18   | 1.48,641 |
| 14    | José Kuhn         | Yamaha   | 23   | 1.49,319 |
| 15    | Serge David       | Yamaha   | 25   | 1.49,594 |
| 16    | Cees Doorakkers   | Yamaha   | 29   | 1.50,843 |
| 17    | Kevin Mitchell    | Yamaha   | 26   | 1.49,642 |
| 18    | Andreas Meklau    | Yamaha   | 27   | 1.50,220 |
| 19    | Jehan D'Orgaix    | Yamaha   | 22   | 1.49,239 |
| 20    | Bruno Bonhuil     | Yamaha   | 33   | 1.52,501 |
| 21    | Alex Barros       | Suzuki   | 2    | 1.44,974 |
| 22    | Laurent Naveau    | Yamaha   | 16   | 1.48,268 |
| 23    | Jeremy McWilliams | Yamaha   | 17   | 1.48,496 |
| 24    | Thierry Crine     | Yamaha   | 19   | 1.48,818 |
| 25    | Michael Rudroff   | Yamaha   | 21   | 1.49,096 |
| 26    | Simon Crafar      | Yamaha   | 28   | 1.50,485 |
| 27    | Mat Mladin        | Cagiva   | 12   | 1.47,572 |
| 28    | Shinichi Itoh     | Honda    | 9    | 1.46,962 |
| 29    | Marco Papa        | Librenti | 34   | 1.52,606 |
| 30    | Doug Chandler     | Cagiva   | 5    | 1.45,676 |
| 31    | Alan Scott        | Yamaha   | 32   | 1.52,426 |
| 32    | John Reynolds     | Yamaha   | 13   | 1.48,006 |
| 33    | J-L Romansens     | Yamaha   | 30   | 1.51,813 |
| 34    | Bernard Garcia    | Yamaha   | 31   | 1.51,975 |